# シーズ・ソー・ラヴリー
『シーズ・ソー・ラヴリー』（原題：She's So Lovely）は、1997年制作のアメリカ合衆国・フランスの恋愛映画。ジョン・カサヴェテスが生前に執筆したシナリオを息子のニック・カサヴェテスが映画化。ショーン・ペン、ロビン・ライト・ペン（当時ショーンの妻）、ジョン・トラボルタらが出演、ジェラール・ドパルデューが製作総指揮に名を連ねている。
ショーン・ペンは第50回カンヌ国際映画祭男優賞を受賞した。

## あらすじ
エディとモーリーンの夫婦は子供の誕生を間近に控えていたが、エディは重度のアルコール依存症と放浪癖を抱えていた。
ある日、エディの留守中にモーリーンが隣人から暴行を受ける。それを知ったエディは怒りのあまり銃を手にして暴れ回り逮捕され、矯正施設に収容されてしまう。
10年後、施設を出所したエディはモーリーンのもとを訪ねるが、彼女はエディの収容中に離婚、ジョーイという資産家と再婚し、3人の子供の母親となっていた。
再会したエディとモーリーンは、お互いに激しく動揺する。再びよりを戻すべきか否かと。

## キャスト
| 役名           | 俳優                         | 日本語吹替 |
| -------------- | ---------------------------- | ---------- |
| エディ         | ショーン・ペン               | 池田秀一   |
| モーリーン     | ロビン・ライト・ペン         | 佐々木優子 |
| ジョーイ       | ジョン・トラボルタ           | 谷口節     |
| キーファー     | ジェームズ・ガンドルフィーニ | 立木文彦   |
| ショーティ     | ハリー・ディーン・スタントン | 金尾哲夫   |
| ジョージー     | デビ・メイザー               | さとうあい |
| ナンシー       | クロエ・ウェッブ             |            |
| ソウル         | デヴィッド・ソーントン       |            |
| カルメン       | ジャスティナ・マシャド       |            |
| ロレンゾ       | バート・ヤング               |            |
| ミス・ジェーン | ジーナ・ローランズ           | 寺内よりえ |

## 評価
レビュー・アグリゲーターのRotten Tomatoesでは41件のレビューで支持率は66%、平均点は6.10/10となった。Metacriticでは30件のレビューを基に加重平均値が61/100となった。